# 茉莉花 (AV女優)
茉莉花（まりか、1987年12月12日 - ）は、日本のAV女優。
北海道出身、血液型はA型。
趣味は犬の世話で、特技は料理と水泳。

## 略歴
- 2008年6月に『パーフェクトスタイルの超〜Hな女のコ。茉莉花AVデビュー！』（プレミアム）でAVデビュー。

## 作品

### アダルトビデオ
2008年
- パーフェクトスタイルの超〜Hな女のコ。茉莉花AVデビュー!（2008年6月7日、プレミアム、PGD-187）デビュー作
- 感じるカラダ。〜茉莉花 2nd Love〜（2008年7月7日、プレミアム、PGD-202）
- 超淫らな絶品ボディー （2008年8月7日、プレミアム、PGD-208）
- パーフェクトスタイル×ハイパープレミアデジタルモザイク （2008年9月7日、プレミアム）
- THEピストル顔射撃 TARGET01 （2008年10月7日、プレミアム、PGD-225）
- プレミア女優のフェラチオBEST 3 4時間 （2008年10月7日、プレミアム）
- PREMIUM STYLISH SOAP （2008年11月7日、プレミアム、PGD-233）
- パーフェクトボディーと黒人FUCK（2008年12月7日、プレミアム、PGD-243）

2009年
- ザーメン・グリッター02（2009年1月7日、プレミアム）
- プレミア女優の騎乗位FUCK4時間スペシャル2（2009年1月7日、プレミアム）
- 超豪華スーパープレミア女優4時間デラックス（2009年1月7日、プレミアム）
- 哀願イラマチオ2（2009年2月7日、プレミアム、PGD-259）
- 新任女教師、強制放尿レイプ！（2009年3月7日、プレミアム、PGD-266）
- 東京25時 Vol.31（2009年4月11日、プレステージ）
- 働くオンナ 40（2009年5月22日、プレステージ）
- アメスク 23（2009年6月20日、プレステージ）
- WATER POLE 77（2009年7月10日、プレステージ）
- ミスキャンパス通信 File 15（2009年9月19日、プレステージ）
- 美尻美脚の現役看護師（2009年9月19日、プレステージ、EZD-291）
- 僕と彼女の週末。 case2（2009年10月1日、プレステージ）
- 家庭教師マリカ先生の中出し授業（2009年12月7日、BeFree）

2010年
- 恋【ren-ya】夜 第二十一章（2010年1月1日、プレステージ）
- スチュワーデスin… ［脅迫スイートルーム］ Cabin Attendant Marika（25）（2010年1月15日、ドリームチケット）
- カラダを売りにするS級素人 まりか（2010年1月15日、S級素人）
- ハナザカリOLシリーズ 8 新宿三丁目 フードコーディネーター（2010年2月12日、アップス）
- 奇跡の美乳 茉莉花（2010年2月19日、ケイ・エム・プロデュース）
- キミの1日ボクが買います 「茉莉花」と過ごす24時間（2010年3月12日、青空ソフト）
- メス豚がいた教室 茉莉花（2010年4月5日、ワープエンタテインメント）
- すぐに破れるコンドーム×茉莉花（2010年4月23日、EROTICA）
- 乳首の弱いカノジョと僕が、互いに乳首を責めあいました。3 撮り下ろし×全11編 (2010年4月15日、ワープエンタテインメント)オムニバス作品 他出演:RUMIKA、井川ゆい、篠めぐみ、竹内結、紗奈、月島うさぎ、神崎レオナ、灘坂舞、桐原あずさ
- 美乳女教師の中出しレッスン 茉莉花（2010年4月23日、Million）
- OLのアフター7シリーズ 15 生理中なのにAV出演しちゃう厭らしすぎる肉食系OL 【高級ホテルフロント勤務3年目】（2010年5月14日、UP’S）
- 愛あふれる中出し、妊娠するまで中に出して 〜止まらない連続中出し〜（2010年5月21日、Million）
- SUPER BODY 大乱交 茉莉花（2010年6月18日、Million）
- メガザーメン一発大量顔射 4 （6月25日、レアル・ワークス）オムニバス作品 他出演:藤崎クロエ、吉川ななこ、瀬奈涼、青空小夏、山口あずさ、杏堂なつ、和希セイラ、桜あい、野波美伽
- こだわりの手コキ 4時間SP 38人のハンドメイド 17 (2010年11月25日、隼エージェンシー)他37名出演